# Беларусь на «Евровидении-2009»
Беларусь на конкурсе Евровидение 2009 представлял певец Пётр Елфимов с песней «Eyes That Never Lie».
19 января 2009 года Пётр выиграл отборочный тур Беларуси (Eurofest 2009), набрав в финале 11475 голосов. Второе место заняла певица Гюнешь с песней Fantastic Girl, набрав 7949 голосов.
Объявляла баллы от Беларуси на «Евровидении» Екатерина Литвинова («Мисс Беларусь» 2006 года, представляла Беларусь на конкурсе «Мисс Мира»). Комментаторы: ведущий Денис Курьян (приехал в Москву из Парижа, где он провел медовый месяц со своей женой Юлей) и Александр Тиханович. Телефоны для голосования были объявлены в прямом эфире.
По результатам первого полуфинала конкурса «Евровидение», состоявшегося вечером 12 мая 2009 года, певец Пётр Елфимов не попал в финальный этап конкурса, который прошёл 16 мая 2009 года.

## Национальный отбор

### Полуфинал
Полуфинал состоялся 15 декабря 2008 года в 22:50 по московскому времени.
| №  | Исполнитель               | Песня                  |
| -- | ------------------------- | ---------------------- |
| 01 | Алексей Кречет            | Joy and Freedom        |
| 02 | Пётр Елфимов              | Eyes That Never Lie    |
| 03 | Кола и Лидия Заблоцкая    | Гудок                  |
| 04 | SingeRin                  | Don't Think About It   |
| 05 | Дакота                    | Цябе забываю           |
| 06 | The Champions             | Shake Europe!          |
| 07 | Alex Patlis Band          | Кто сказал?            |
| 08 | Litesound feat. Дакота    | Carry On               |
| 09 | Доменика                  | This is my Day         |
| 10 | Дядя Ваня                 | Наша Белараша          |
| 11 | Ветер в голове            | Or - or - And          |
| 12 | Анна Благова и Юрий Ващук | Behind                 |
| 13 | Гюнешь                    | Fantastic Girl         |
| 14 | Виктория Белова           | Dont Give Up From Love |
| 15 | Венера                    | Big Game               |

### Финал
| №  | Исполнитель            | Песня               | Голоса | Место |
| -- | ---------------------- | ------------------- | ------ | ----- |
| 01 | Гюнешь                 | Fantastic Girl      | 7949   | 2     |
| 02 | Пётр Елфимов           | Eyes That Never Lie | 11475  | 1     |
| 03 | Litesound feat. Дакота | Carry On            | 4385   | 3     |
| 04 | Доменика               | This is my Day      | 1125   | 5     |
| 05 | Ветер в голове         | Шпацыруем           | 2804   | 4     |